# Imamovići
Imamovići (en serbe cyrillique : Имамовићи) est un village de Bosnie-Herzégovine. Il est situé sur le territoire de la ville d'Istočno Sarajevo, dans la municipalité de Sokolac et dans la république serbe de Bosnie. Selon les premiers résultats du recensement bosnien de 2013, il compte 23 habitants.

## Géographie
Le village est situé à la confluence du Sirovinski potok et de la Blatnica ; son territoire est également bordé par la rivière Kaljina, un affluent de la Bioštica.

## Démographie

### Évolution historique de la population dans la localité
| 1948 | 1953 | 1961 | 1971 | 1981 | 1991 | 2013 |
| ---- | ---- | ---- | ---- | ---- | ---- | ---- |
| -    | -    | 160  | 168  | 129  | 91   | 23   |

|  |